# Belonectes latifrons
Belonectes latifrons är en kräftdjursart som först beskrevs av Menzies och George 1972.  Belonectes latifrons ingår i släktet Belonectes och familjen Munnopsidae. Inga underarter finns listade i Catalogue of Life.